# Загородний (Стерлітамацький район)
За́городний (рос. Загородный, башк. Загородный) — село у складі Стерлітамацького району Башкортостану, Росія. Входить до складу Отрадовської сільської ради.
Населення — 2188 осіб (2010; 1670 в 2002).
Національний склад:
- росіяни — 46%
- татари — 26%